# Tavares (Floride)
Pour les articles homonymes, voir Tavares.
La ville de Tavares est le siège du comté de Lake, situé dans l’État de Floride, aux États-Unis. Sa population s’élevait à 13 951 habitants lors du recensement de 2010, estimée à 15 922 habitants en 2016.
En 2022, la ville de Tavares propose un partenariat à la ville de Biscarrosse dans le cadre du programme Sister City.

## Histoire
Tavares a été fondée en 1880 et incorporée en tant que town en 1919.

## Démographie
| 1900 | 1910 | 1920 | 1930  | 1940  | 1950  |
| ---- | ---- | ---- | ----- | ----- | ----- |
| 113  | 175  | 359  | 1 090 | 1 119 | 1 763 |

| 1960  | 1970  | 1980  | 1990  | 2000  | 2010   |
| ----- | ----- | ----- | ----- | ----- | ------ |
| 2 724 | 3 261 | 4 398 | 7 383 | 9 700 | 13 951 |

## Source
- (en) Cet article est partiellement ou en totalité issu de l’article de Wikipédia en anglais intitulé « Tavares, Florida » (voir la liste des auteurs).